# Jorrit Hendrix
Jorrit Hendrix, född 6 februari 1995 i Panningen, är en nederländsk fotbollsspelare som spelar för Spartak Moskva. 

## Karriär
Hendrix debuterade för PSV Eindhovens reservlag, Jong PSV, i andradivisionen den 3 augusti 2013 mot Sparta Rotterdam. Han debuterade i Eredivisie mot NEC Nijmegen den 10 augusti 2013. Matchen slutade med en 5–0-vinst för PSV och Hendrix byttes in mot Karim Rekik i den 86:e minuten.
I januari 2021 värvades Hendrix av ryska Spartak Moskva.